# Chiesa di San Rocco (Campagnano)
La chiesa di San Rocco è un edificio sito a Campagnano, località del comune di Maccagno con Pino e Veddasca in provincia di Varese.

## Storia
L'erezione della chiesa si deve a un voto per la peste di San Carlo che afflisse il villaggio di Campagnano nel 1577. Per la sua edificazione fu scelta un'area fuori dall'abitato, su di un promontorio aperto alla vista sulle montagne circostanti e sul Lago Maggiore. Il primo edificio, di cui non sono noti forma e dimensioni, fu benedetto nel 1596 dal cardinale Federico Borromeo.
Nel 1898 don Silvio Viganò fece avviare dei lavori di restauro che, data la povertà della zona e la mancanza di strade adeguate per il trasporto del materiale, durò diversi anni. I lavori si conclusero nel 1915 dal successore di don Silvio, Celestino Del Torchio, che incaricò il pittore Costantino Frisia per la decorazione dell'interno della chiesetta. L'intervento trasformò massicciamente l'antico edificio conferendogli l'aspetto attuale, rimasto sostanzialmente inalterato anche dopo i restauri del 1966-1967. Durante questa campagna di lavori voluta dal parroco don Angelo Bonalumi, furono realizzate nuove decorazioni interne, furono reintonacate le facciate esterne e furono rifatti il tetto e la lattoneria. L'inaugurazione del rinnovato oratorio di San Rocco di Campagnano ebbe luogo il 16 agosto 1967.

## Architettura
La chiesa si trova poco fuori dal borgo di Campagnano, presso un belvedere da cui si ha la vista verso Stresa e il Mottarone a sud e verso Locarno a nord. Davanti, al centro del bacino d'acqua, si stagliano i profili degli isolotti dei Castelli di Cannero.
Non è rimasta alcuna traccia del fabbricato originario della chiesa: l'impianto è rettangolare con un'unica aula coperta con volta ribassata sostenuta da quattro pennacchi angolari e chiusa all'esterno da una copertura a doppia falda con manto in marsigliesi. L'abside, coperto da una calotta rivestita di piode, è semicircolare e ospita l'altare maggiore che conserva la statua di San Rocco. Esternamente tutte le pareti sono intonacate e la facciata è a capanna con un corpo centrale sporgente rispetto alle due ali laterali. Sopra il portale d'ingresso si trova un rosone, mentre ai lati si aprono due monofore a tutto sesto.

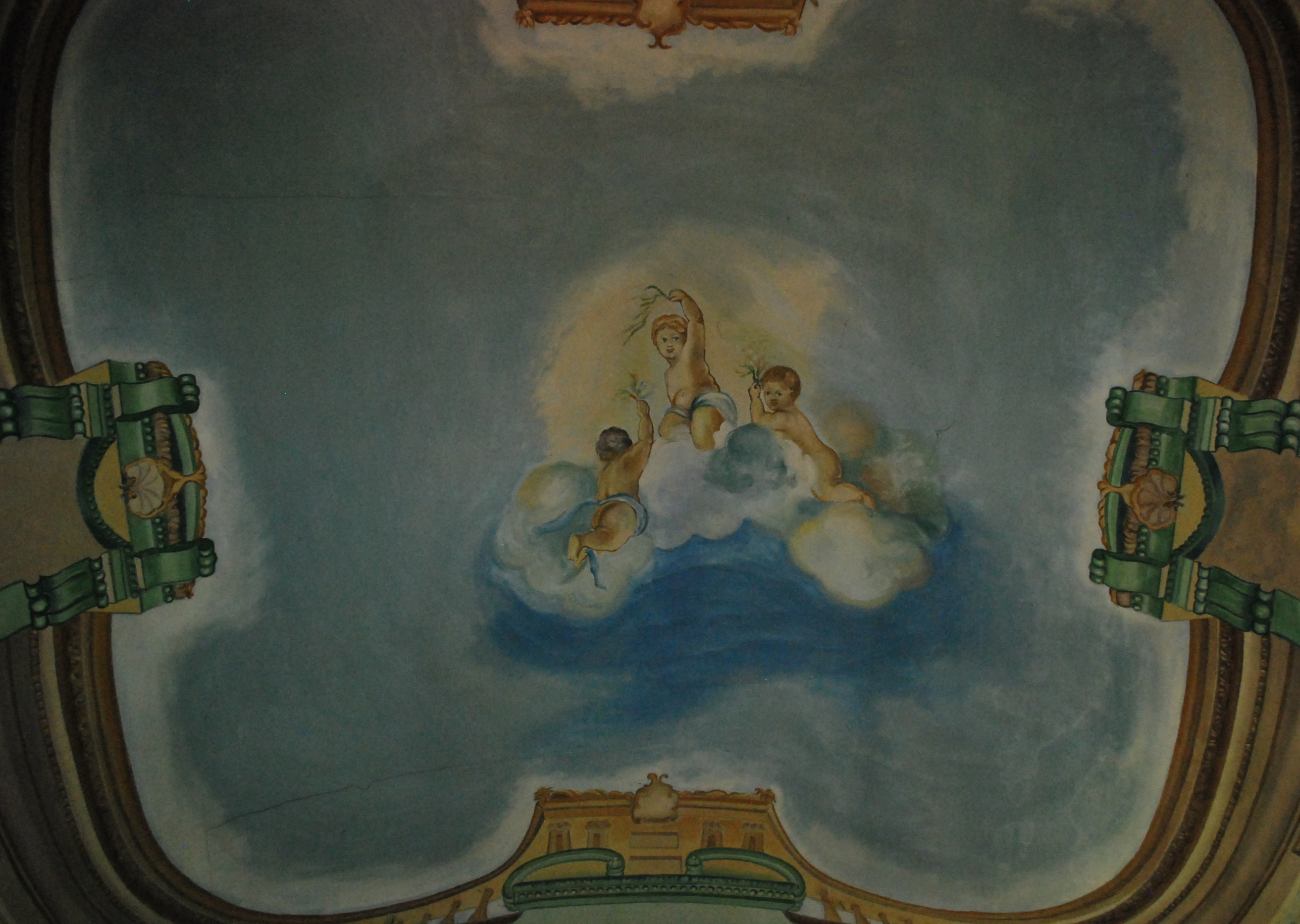
L'affresco sulla volta dell'aula.

All'interno della chiesa si trovano due lapidi che ricordano i lavori di ricostruzione e restauro che interessarono l'edificio tra il 1898 e il 1967: una di queste è relativa alle decorazioni volute da don Celestino Del Torchio e affidate nel 1915 al "valido pennello dell'amico pittore" Costantino Frisia.
L'altare maggiore, cinto da una balaustra durante i lavori del 1967, risale alla fine del XIX secolo.